# Danilo Sacramento
Valério Danilo Sacramento (Araras (Brasil), 3 de noviembre de 1982), conocido como Danilo, es un futbolista brasileño. Juega de interior izquierdo y se encuentra actualmente sin equipo.

## Trayectoria
Inició su carrera en el União São João (cuna de otros ilustres como Roberto Carlos) en la temporada 2000/01, tuvo una pequeña aventura en el Monterrey mexicano antes de regresar a Brasil y jugar en el Cruzeiro, el Vasco da Gama, la Portuguesa y el Ponte Preta, donde pasa 4 temporadas antes de probar en Europa, en el Genoa del Calcio italiano, en la temporada 2007/08. Aunque inició la temporada como titular, una lesión truncó su progresión y al finalizar la temporada, tras lograr la carta de libertad, es fichado por el Celta de Vigo de la segunda división de España.
En su primera temporada en el Celta de Vigo, tras haber jugado pocos partidos, y a un nivel irregular, el club lo declaró transferible. Al no haber clubes interesados en su traspaso, y tras haberse ganado la confianza del entrenador Eusebio Sacristán en la pretemporada, se acordó su continuación un año más en la plantilla celeste. La siguiente temporada llegó a disputar algunos partidos más como titular, y en un tramo de la temporada parecía indiscutible para el entrenador Eusebio, pero finalmente no convenció de su calidad y fue relegado a la no inclusión en las convocatorias del club. Su contrato con el club finalizó el 30 de junio de 2010 y se decidió no renovarle.

## Clubes[4]
| Año       | Club           | División | País   | Partidos | Goles |
| --------- | -------------- | -------- | ------ | -------- | ----- |
| 2000-2001 | União São João |          | Brasil | 25       | 8     |
| 2001-2002 | Monterrey      | Primera  | México | 20       | 2     |
| 2001-2002 | Cruzeiro       | Primera  | Brasil | 15       | 1     |
| 2002-2003 | Vasco da Gama  | Primera  | Brasil | 46       | 5     |
| 2003-2004 | Portuguesa     | Primera  | Brasil | 15       | 0     |
| 2003-2004 | Ponte Preta    | Primera  | Brasil | 46       | 5     |
| 2004-2005 | Ponte Preta    | Primera  | Brasil | 15       | 1     |
| 2005-2006 | Ponte Preta    | Primera  | Brasil | 20       | 2     |
| 2006-2007 | Ponte Preta    | Primera  | Brasil | 26       | 3     |
| 2007-2008 | Genoa          | Serie A  | Italia | 22       | 1     |
| 2008-2009 | Celta de Vigo  | Segunda  | España | 12       | 0     |
| 2009-2010 | Celta de Vigo  | Segunda  | España | 21       | 2     |